# Libickozma
Libickozma là một thị trấn thuộc hạt Somogy, Hungary. Thị trấn này có diện tích 22,97 km², dân số năm 2010 là 35 người, mật độ 2 người/km².